# Robert Dudley (acteur)
Pour les articles homonymes, voir Dudley (homonymie) et Robert Dudley (homonymie).
Robert Dudley (né le 13 septembre 1869 à Cincinnati, Ohio, et mort le 12 novembre 1955 à San Clemente, Californie) est un acteur américain.

## Biographie
Robert Dudley tourne dans 126 films, de 1917 à 1951.

## Filmographie partielle
- 1917 : Seven Keys to Baldpate de Hugh Ford
- 1922 : La Dure École (Making a Man) de Joseph Henabery
- 1926 : Pour l'amour du ciel (For Heaven's Sake) de Sam Taylor : le secrétaire d'Harold (non crédité)
- 1927 : Casey at the Bat de Monte Brice
- 1928 : Ce bon monsieur Hunter (Fools for Luck) de Charles Reisner
- 1929 : L'Affaire Bellamy (Bellamy Trial) de Monta Bell
- 1931 : Élection orageuse (Politics) de Charles Reisner
- 1932 : Reunion, d'Ivar Campbell : Sgt. Dudley
- 1932 : Three Wise Girls de William Beaudine : Lem
- 1935 : Émeutes (Frisco Kid) de Lloyd Bacon
- 1936 : Je n'ai pas tué Lincoln (The Prisoner of Shark Island) de John Ford
- 1936 : Furie (Fury) de Fritz Lang
- 1937 : L'Or et la Chair (The Toast of New York) de Rowland V. Lee : Le concierge
- 1937 : Deux bons copains (Zenobia) de Gordon Douglas : Un greffier au tribunal
- 1937 : Le Gardien fidèle (The Mighty Treve) de Lewis D. Collins : Propriétaire de ranch, à la vente aux enchères
- 1939 : Monsieur Smith au Sénat (Mr. Smith Goes to Washington) de Frank Capra
- 1940 : L'Inconnu du troisième étage (Stranger on the Third Floor) de Boris Ingster
- 1941 : Un cœur pris au piège (The Lady Eve) de Preston Sturges
- 1941 : Citizen Kane d'Orson Welles
- 1941 : Tous les biens de la terre (All That Money Can Buy) de William Dieterle
- 1941 : Les Voyages de Sullivan (Sullivan's Travels) de Preston Sturges
- 1942 : Madame et ses flirts (The Palm Beach Story) de Preston Sturges : Le roi de la saucisse
- 1943 : The Ghost and the Guest de William Nigh : Ben Bowron
- 1943 : Le Fils de Dracula (Son of Dracula) de Robert Siodmak
- 1944 : Miracle au village (The Miracle of Morgan's Creek) de Preston Sturges
- 1944 : C'est arrivé demain (It Happened Tomorrow) de René Clair
- 1944 : Étranges Vacances (I'll Be Seeing You) de William Dieterle
- 1946 : La Voleuse (A Stolen life) de Curtis Bernhardt
- 1946 : Ses premières ailes (Gallant Journey) de William A. Wellman
- 1946 : Singin' in the Corn de Del Lord : Gramp McCoy
- 1947 : Le deuil sied à Électre (Mourning Becomes Electra) de Dudley Nichols : Un chimiste
- 1947 : La Cité magique (Magic Town) de William A. Wellman : Dickey
- 1947 : Oh quel mercredi ! (The Sin of Harold Diddlebock) de Preston Sturges : Robert McDuffy
- 1948 : Strike It Rich de Lesley Selander : Bob, le receveur des Postes
- 1948 : Le Portrait de Jennie (Portrait of Jennie) de William Dieterle